# Недашув
Недашув (пол. Niedaszów) — село в Польщі, у гміні Мсцивоюв Яворського повіту Нижньосілезького воєводства.
Населення — 320 осіб (2011).
У 1975-1998 роках село належало до Легницького воєводства.

## Демографія
Демографічна структура станом на 31 березня 2011 року:
|          | Загалом | Допрацездатний вік | Працездатний вік | Постпрацездатний вік |
| -------- | ------- | ------------------ | ---------------- | -------------------- |
| Чоловіки | 149     | 29                 | 105              | 15                   |
| Жінки    | 171     | 33                 | 104              | 34                   |
| Разом    | 320     | 62                 | 209              | 49                   |